# Сыхов (село)
Сыхов (укр. Сихів) — село в Стрыйской городской общине Стрыйского района Львовской области Украины.
Население по переписи 2001 года составляло 833 человека. Занимает площадь 23,96 км². Почтовый индекс — 82447. Телефонный код — 3245.